# Estación de Aregos
La Estación Ferroviaria de Aregos-Caldas de Aregos, más conocida como Estación de Aregos, es una plataforma ferroviaria de la Línea del Duero, que sirve al Ayuntamiento de Baião, en el distrito de Oporto, en Portugal.

## Descripción

### Localización
La estación se encuentra en la parroquia de Santa Cruz do Douro.

### Caracterización física
En 2004, disponía de dos vías de circulación; en enero de 2011, también tenía dos vías, que presentaban ambas un longitud de 267 metros, y eran servidas por dos plataformas, con 257 y 150 metros de extensión, y 45 y 35 centímetros de altura respectivamente.

### Servicios
La estación era utilizada, a 22 de mayo de 2011, por servicios Regionales de pasajeros, operados por la transportadora Comboios de Portugal.

## Historia
El tramo entre Penafiel y Régua de la Línea del Duero, donde esta plataforma se encuentra, fue inaugurado el 15 de julio de 1879; no obstante, en 1903 también se encontraba en construcción el ramal de transporte de acceso.
El escritor Eça de Queirós se basó en esta plataforma para crear la Estación ficticia de Tormes, presente en la obra A Cidade e as Serras.